# Городской стадион (Дилижан)
Городско́й стадио́н Дилижа́на — многоцелевой стадион в Дилижане, Армения. Единственный стадион в городе, который используется для проведения футбольных матчей. Является домашней ареной местного футбольного клуба «Импульс» и его дубля. По состоянию на 2016 год трибуны демонтированы.
В 2009 году после выхода «Импульса» в Премьер-лигу на стадионе начались широкомасштабные работы. Целью руководства клуба являлось соответствие критерий стадиона европейским стандартам. Окончание строительного процесса на стадионе было запланировано до начала чемпионата Армении.
Сезон 2011 года «Импульс» провёл на стадионе «Арнар» в Иджеване, так как Городской стадион находился на стадии реконструкции. 7 апреля 2011 года президент «Импульса» Тигран Акопян объявил о том, что в сезоне 2012 года клуб будет выступать уже на отреконструированном стадионе, вместимость которого будет составлять 5 000 зрителей.